# جانی رامون
جان ویلیام کامینگز (به انگلیسی: John William Cummings) با نام هنری جانی رامون (انگلیسی: Johnny Ramone؛ ۸ اکتبر ۱۹۴۸ – ۱۵ سپتامبر ۲۰۰۴) موسیقی‌دان اهل ایالات متحده آمریکا و پایه‌گذار و گیتارنواز گروه پانک راک رامونز بود. او بین سال‌های ۱۹۶۵ تا ۲۰۰۴ میلادی فعالیت می‌کرد و تنها عضو گروه بود که در تمام دوره‌ها همراه گروه باقی ماند.
هفته‌نامهٔ تایم در سال ۲۰۰۳ او را بین «۱۰ نوازنده برتر گیتارالکتریک تاریخ» جای داد و همان سال مجلهٔ رولینگ استونز نیز او را در رتبهٔ شانزدهم از فهرست «صد گیتارنواز برتر تمامی دوران‌ها» نشاند.